# Pablo Dreyfus
Pablo Gabriel Dreyfus fue un experto en armas y en lucha contra el crimen organizado de nacionalidad argentina. 
Realizó estudios de doctorado en Ciencias Políticas en el Instituto Universitario de Altos Estudios Internacionales de Ginebra. Es una de las víctimas del Vuelo 447 de Air France. Constituyó su domicilio en la ciudad de Río de Janeiro en el año 2002. En esa ciudad prestó servicios para la ONG Viva Río que combate la delincuencia y la violencia en esa ciudad brasileña.
Fue alumno de Keith Krause, un experto canadiense en temas de seguridad. Con él se formó como investigador en esta temática. Sus investigaciones fueron publicadas en el relevamiento de armas suizo 'Small Arms Survey'. Redactó además el 'Estatuto del Desarme' que Brasil implementó en 2003 y que limita el uso de armas.
En 2001 colaboró con la provincia de Mendoza en la elaboración de un plan de canje de armas y realizó una charla sobre el tema en las Bodegas Giol. Fue autor de más de doce libros y de un ensayo sobre la facilidad para traficar armas en las fronteras brasileñas.
El 1 de junio de 2009 inició, junto a su esposa Ana Carolina, un viaje de trabajo a Ginebra que culminaría con unas breves vacaciones en París. Viajaban ambos a bordo del vuelo 447 de Air France. Luego de que este se accidentara en el océano Atlántico, se confirmó que ningún pasajero había sobrevivido.

## Libros
- Dreyfus, Pablo; International Alert (Organization). Security and Peacebuilding Programme, Monitoring the Implementation of Small Arms Controls Project (MISAC). Control de armas pequeñas en el Mercosur. International Alert, Viva Rio. ISBN 1898702349.